# Technologia Zmiennego Przepływu
Technologia zmiennego przepływu (ang. Variable Flow Turbocharger, VFT) – część sprężarek spiralnych jest wyposażona w unikatowy system sterowania VFT, zapewniający maksymalną elastyczność procesu dostarczania sprężonego powietrza. System VFT wbudowany w sterowniku mikroprocesorowym automatycznie włącza i wyłącza spiralne elementy sprężające, błyskawicznie reagując na zmiany poboru sprężonego powietrza. Algorytm sterujący gwarantuje utrzymanie ciśnienia w systemie w bardzo wąskim przedziale. Pozwala to na optymalizację efektywności pracy sprężarki i utrzymanie bardzo stabilnej wartości ciśnienia w systemie. Sterownik podaje również aktualne odczyty wszystkich parametrów roboczych i nieprzerwanie monitoruje pracę sprężarki.